# Bwelitribe
Bwelitribe est un site web d’actualités musicales et culturelles du Gabon fondé en 2015,.

## Histoire
Le site a été fondé en fin 2015 et a pour but de promouvoir la culture musicale gabonaise et mettre en lumière les musiciens gabonais et même d’ailleurs.
Le site fournit des brèves sur les dernières infos des artistes, décrypte l’actualité musicale du moment de la diaspora africaine francophone et fait des analyses sur les dernières titres du moment mais commente aussi les sorties de clips et les freestyles.

## Bwelitribe Awards
Depuis 2015, le site web organise chaque année, les Bwelitribe Awards, une cérémonie de récompense qui prime les artistes gabonais et de la diaspora africaine,,.